# Casteel Geldria
Casteel Geldria in Pulicat, India, ook Fort Geldria, was een  factorij van de Verenigde Oostindische Compagnie (VOC). Het was van 1616 tot 1689, met een korte onderbreking, het hoofdkwartier van de VOC aan de Coromandelkust.

## Geschiedenis
De VOC kreeg in 1610 toestemming om in Pallicatta (het latere Pulicat) een stenen pakhuis te bouwen, maar in juli 1612 werd het door de Portugezen vernield. Op 12 december 1612 kreeg de VOC de rechten om aan de kust bij de monding van de plaatselijke rivier een versterking te bouwen. De heerseres van de plaats, rani Obayama, zou alle kosten dragen op voorwaarde dat de nawab van de Carnatic voor de helft eigenaar van het fort zou worden. Met de werkzaamheden werd begin 1613 begonnen. De bouw verliep echter zo stroef dat de VOC besloot om het fort op eigen kosten af te bouwen, mede om onder de afspraak met de koning uit te komen. 
Nadat de vesting in 1613 gereed kwam, werd het nog in hetzelfde jaar in juli aangevallen door troepen van Eki-raja, die de Portugezen steunde. Met zeshonderd tot zevenhonderd man belegerde hij het fort. Twee aanvallen werden afgeslagen met hulp van de bemanning van de Ter Goes van Cornelis Reijersen. Na bemiddeling van de kant van de koning van Carnatic werd de belegering opgebroken. De Portugezen vielen het fort vergeefs aan in 1614, 1623 en 1633. In eerste instantie had het fort slechts aarden wallen. Begin 1614 werd het zwaar beschadigd door een orkaan en overstromingen, waardoor het wekenlang omringd was door water. Het moest daarna weer opgebouwd worden.
In het fort bevonden zich ongeveer tweeënzeventig man VOC-personeel, bestaande uit kooplui en militairen, en veertien tot zestien Indiërs. Het werd onder commandeur Hans de Haze vanaf 1615 beschermd door een stenen wal met zesentwintig kanonnen. Binnen de muren van het fort bevond zich een belangrijke kruitfabriek, die buskruit leverde aan een groot deel van de VOC-vestigingen. De VOC-gouverneur van de Coromandelkust had in het kasteel zijn residentie, dat bestond uit een gebouw met twee verdiepingen. 
De naam Geldria is afkomstig van Wemmer van Berchem, de eerste commandant van het kasteel en de feitelijke stichter. Hij was geboortig in Gelderland. Het fort beschermde niet alleen de VOC-ers tegen diefstallen en overvallen, maar het gaf in feite ook bescherming aan de door VOC-predikanten tot het christendom bekeerde inlanders die buiten de poorten van het fort woonden. 
Grotere schepen konden vanwege het ondiepe kustwater en verraderlijke riffen niet aanmeren, maar moesten ongeveer een mijl uit de kust voor anker gaan. 
De VOC verhandelde vanaf Pulicat voornamelijk textiel en buskruit. De katoenen kleding werd ingekocht bij de omliggende textieldorpjes. Een deel van die dorpjes werd uiteindelijk eigendom van de VOC. De VOC kocht met de kleding specerijen in de Indonesische archipel, het enige item dat de verkopers van de specerijen accepteerden. Die van de Coromandelkust was het populairst.
Half 1619 werd er tussen de VOC en de Britse Oost-Indische Compagnie een samenwerkingsverdrag gesloten. Een van de afspraken was dat de Engelsen en de Nederlanders gezamenlijk vanuit Pulicat handel zouden drijven en dat ze de kosten van Fort Geldria zouden delen. Een gedetailleerde overeenkomst werd gesloten in april 1621. Op 9 juni 1621 trokken de Engelsen bij de VOC-ers in. De Britten vonden de kosten te hoog in vergelijking met de winsten. Na de Ambonse Moord vertrokken de Britten uit Fort Geldria. 
In 1689 werd het VOC-hoofdkwartier verhuisd naar de plaats Nagapatnam. Het fort werd in 1714 gerenoveerd. Van 1781 tot 1785 werd het bezet door de Britten. Het werd vernield door de troepen van Haider Ali (circa 1720-1782) in een van de oorlogen van Mysore tegen de Britten. In 1795 gaf de VOC het naar aanleiding van de Kew-brieven van stadhouder Willem V aan de Britten, om te voorkomen dat het na de inval van Napoleon Bonaparte in de Republiek der Verenigde Nederlanden in Franse handen zou vallen. In 1806 bliezen de Britten het fort op toen ze vernamen dat het Koninkrijk Holland was opgegaan in Frankrijk. Na de definitieve val van Napoleon werd de plek teruggegeven. Op 1 juni 1825 werden de Nederlandse bezittingen in Pulicat voorgoed overgedragen aan de Britse regering. De plek van het fort bleef eigendom van de Britse staat tot aan de onafhankelijkheid van India in 1947. Sindsdien zijn de overblijfselen Indiaas staatsbezit.

## Gebouw
Het fort was aan alle zijden omgeven door een gracht. De vesting kon vanaf het zuiden betreden worden middels een houten brug. Het fort bevatte vier bastions. De namen (in de gebruikte spelling van toen) waren Graav Ernest (zuidoosten), Graav Willem (noordoosten), Graav Hendrick (noordwesten) en Graav Maurits (zuidwesten). In het complex woonden de predikant, administrateur en de commandant van de aanwezige militairen naast elkaar. Hun huizen hadden een binnenplaats met tuin. Er tegenover stond de gouvernementswoning, waarvan de ingang via een stenen trap te bereiken was. 

## Kruitfabriek
Vanaf de jaren twintig van de zeventiende eeuw, mogelijk nog eerder, was er in Casteel Geldria een kruitfabriek gevestigd. De VOC gebruikte hier een mengeling van twintig pond salpeter, drie pond zwavel en één pond houtskool om 24 pond kruit te fabriceren. De kosten bedroegen 3,5 tot vier stuivers per pond. 
Het kruit werd bewaard in potten uit de plaats Martaban, die de naam Martabanpotten of Martabans droegen, Ze werden veelvuldig ook Pegupotten genoemd, naar de oude hofstad van Birma. In deze potten, die zorgvuldig geseald werden, kon het kruit minstens tien jaar bewaard worden.

## Begraafplaats
Het fort bezit in het zuidwesten een begraafplaats met 77 graven, twee ervan hebben een obelisk, drie andere een gebouwtje. De meeste graven zijn van Nederlanders. De grafstenen kwamen uit de Republiek der Zeven Verenigde Nederlanden en zijn daar gegraveerd.  

## Galerij

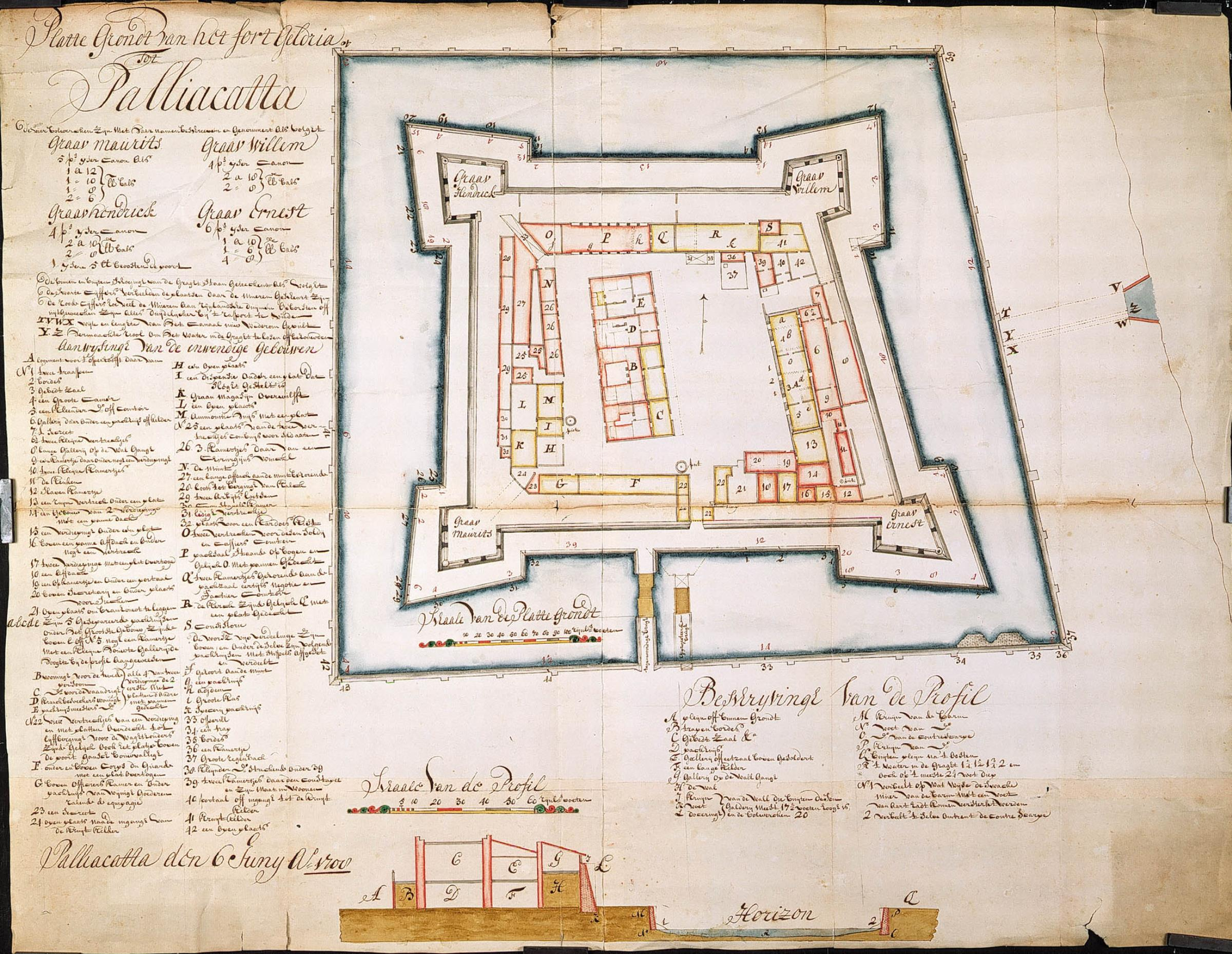
Plattegrond van Casteel Geldria uit juni 1708, anoniem. (collectie Nationaal Archief, 's-Gravenhage)
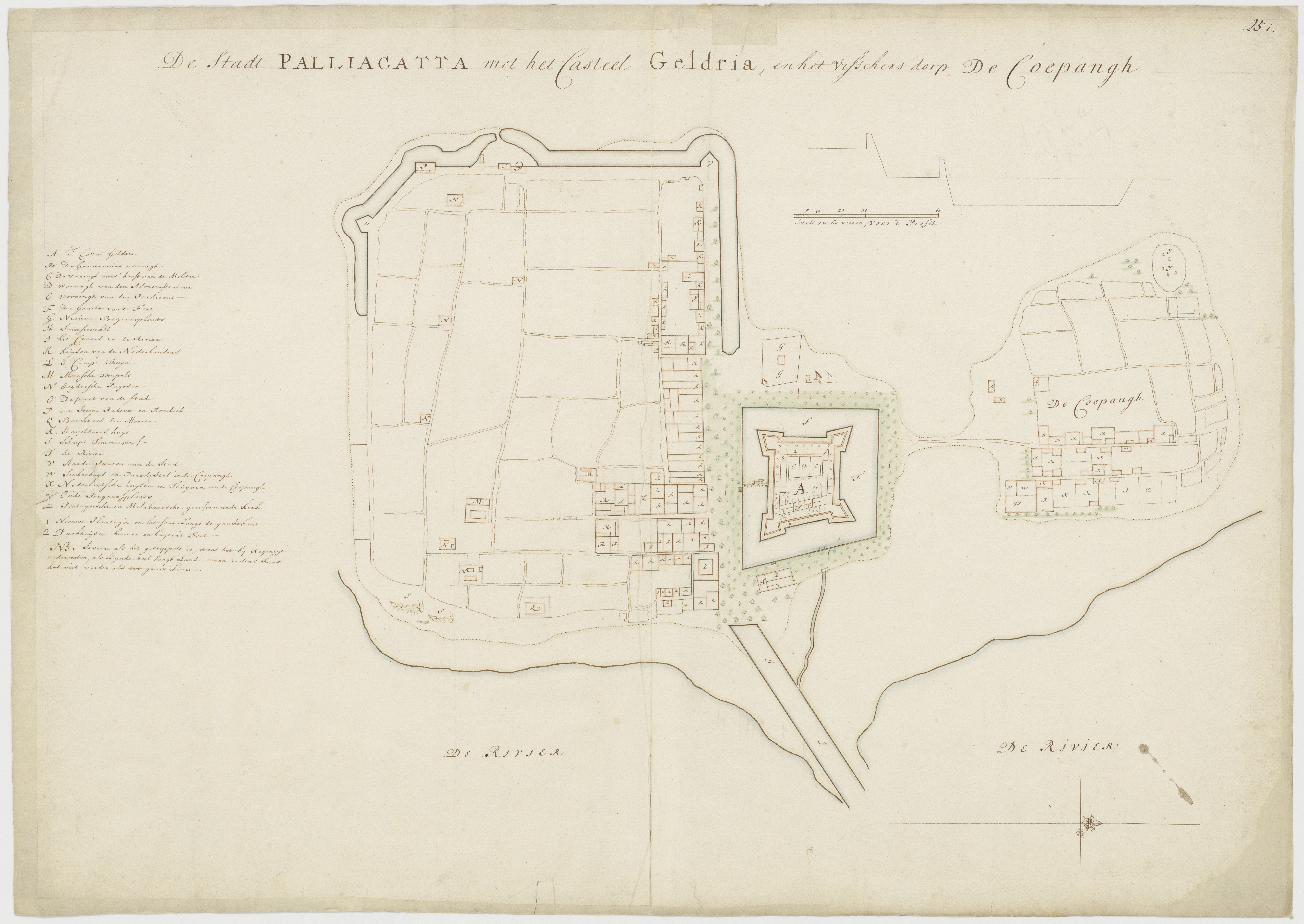
Palliacatta met Casteel Geldria en het vissersdorp De Coepangh, (Isaak de Graaf, 1690-1705).
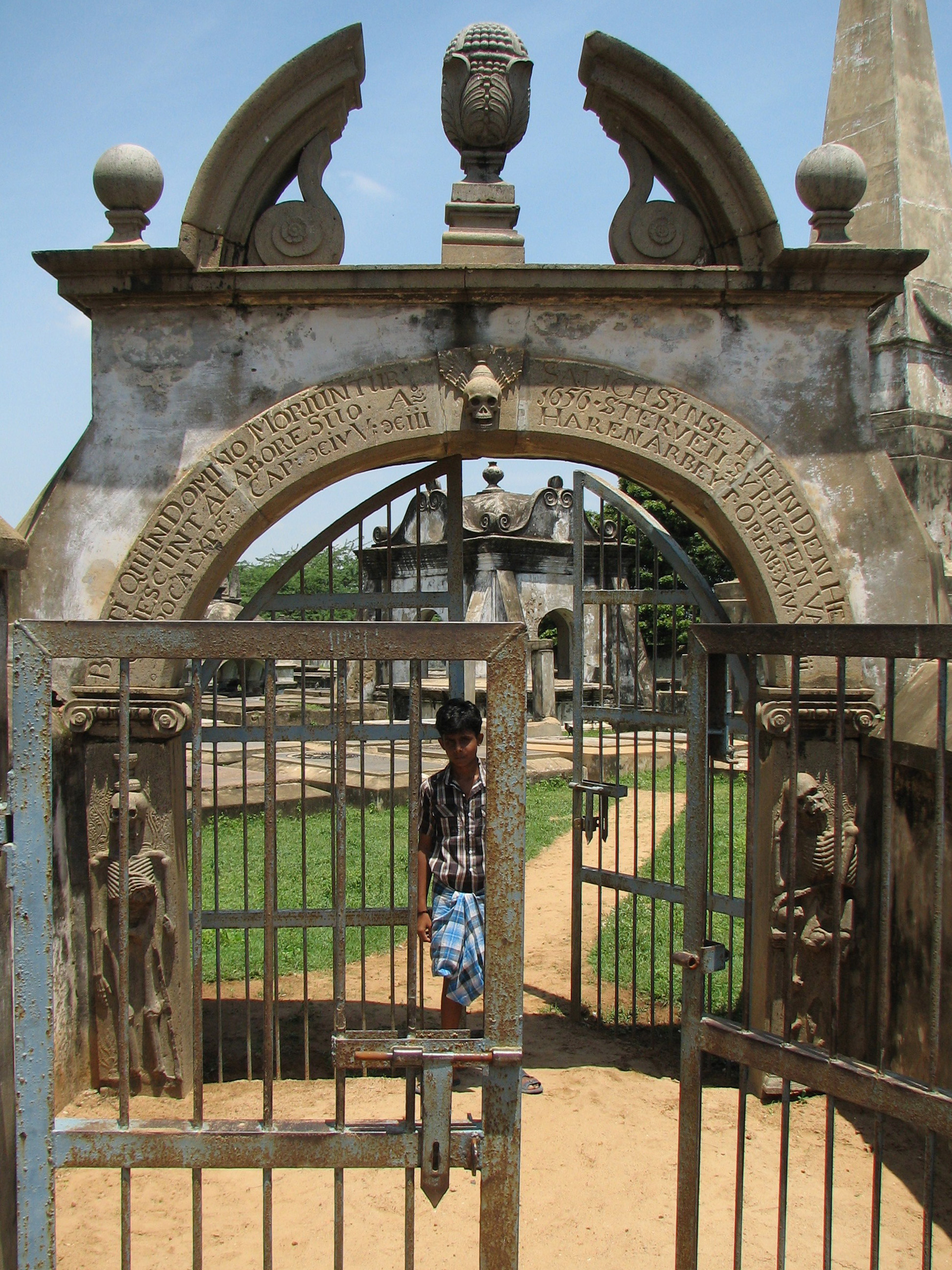
Casteel Geldria met zicht op de voormalige VOC-begraafplaats met skeletten links en rechts van de ingang.
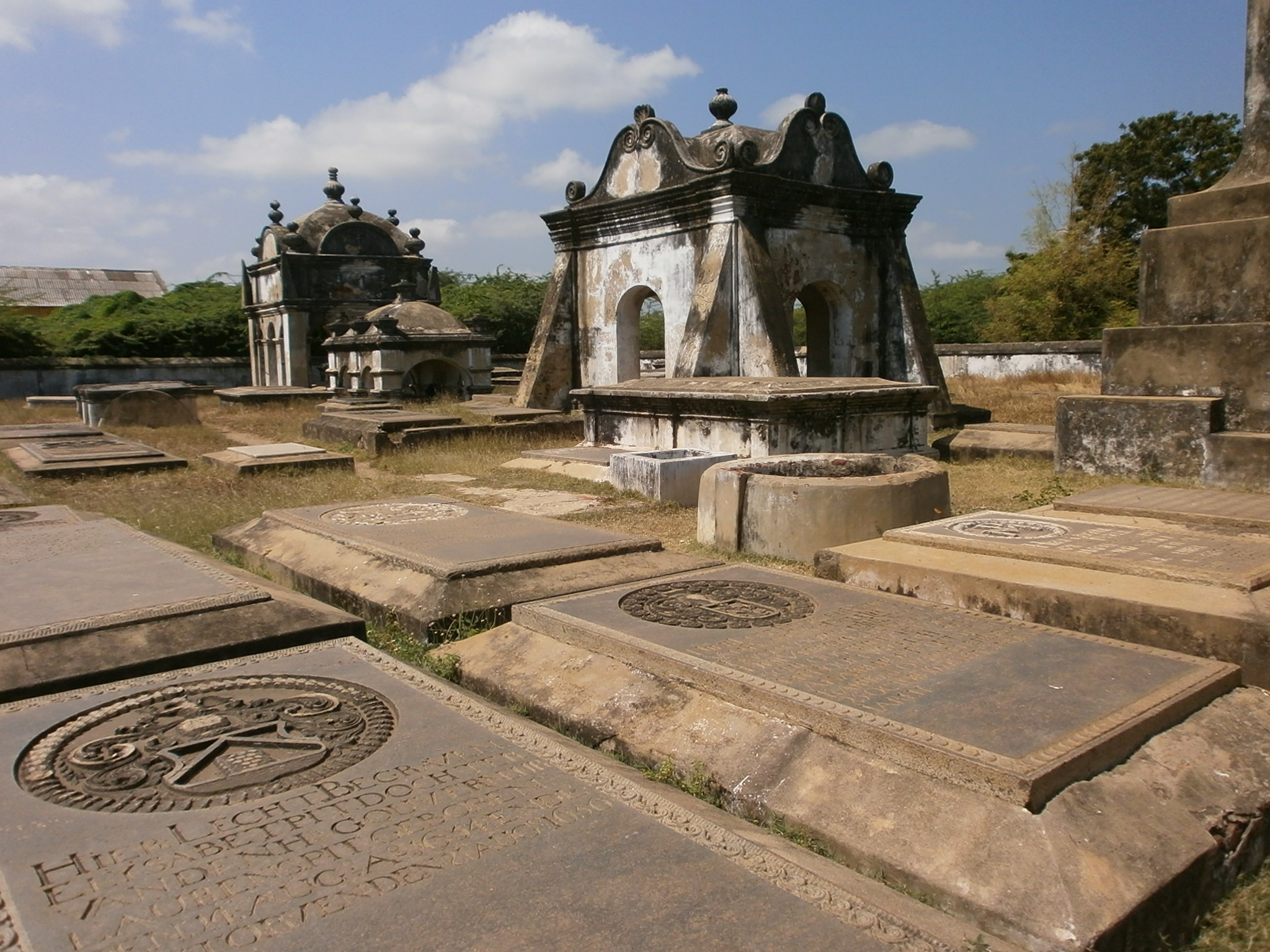
Overblijfselen van de VOC-begraafplaats in Fort Geldria.